# Eugène Massol
Pour les articles homonymes, voir Massol.
Eugène Massol, né le 23 août 1802 à Lodève et mort le 30 octobre 1887 à Paris 17e, est un ténor puis baryton français, qui fut aussi directeur de théâtre.

## Biographie
Fils du perruquier Étienne Massol et de Françoise Caumel, Massol entre, en 1823, au Conservatoire de Paris, où il suit les cours de Charles-François Plantade et en sort au bout de deux ans avec le premier prix de chant, puis débute comme ténor à l'Opéra de Paris en 1825, dans le rôle de Licinius de La Vestale de Spontini. Peu à peu, il tient les rôles de barytons, peut-être pour se démarquer du répertoire d'Adolphe Nourrit.
Il crée notamment les rôles de Belial dans La Tentation de Fromental Halévy (1832), de Cossé dans Les Huguenots de Giacomo Meyerbeer (1836), de Fortebraccio dans Guido et Ginevra d’Halévy (1838), de Fieramosca dans Benvenuto Cellini de Berlioz (1838), de Sévère (baryton) dans Les Martyrs de Donizetti (1840) et du Freischütz de Weber (1821), de Mocenigo (baryton) dans La Reine de Chypre d’Halévy (1841), de Jacob dans l’Enfant prodigue d’Esprit Auber (1850).
En 1848, il dirige pendant quelques mois le théâtre bruxellois de la Monnaie, en codirection avec  Édouard Duprez.
Lors de sa dernière représentation, le 14 janvier 1858, eut lieu l'attentat d'Orsini contre Napoléon III. Le souverain conçut, ce jour-là, le projet d'une nouvelle salle pourvue d'une entrée particulière surveillée : l'Opéra Garnier était en gestation. Il s'occupa ensuite d'affaires financières, puis se retira définitivement et, après avoir habité Versailles, il vint s’établir à Paris.
Ayant épousé Rose Deleuze, à Montpellier, le 28 janvier 1822, il se remaria, après la mort de celle-ci, le 17 février 1864 à Paris 15e, avec la Belge Jeanne Henriette Joséphine Haranger, le 8 novembre à Paris 17e. Il était le père adoptif de Léon Massol (1843-1909), pionnier de la bactériologie à Genève.
Il est inhumé au cimetière du Père-Lachaise (division 75).